# 小奧菲爾納
50°7′56″N 29°55′56″E / 50.13222°N 29.93222°E
小奧菲爾納（烏克蘭語：Мала Офірна）是位於烏克蘭北部的村莊，由基辅州法斯蒂夫區的法斯蒂夫市鎮負責管轄。該村面積0.76平方公里，海拔高度159米，2001年人口310，人口密度每平方公里407.9人。